# Charles Nolin
Charles Nolin (* 1837 in Saint-Boniface, Manitoba; † 28. Januar 1907 bei Battleford, Saskatchewan) war ein kanadischer Politiker. Er spielte in der Nordwest-Rebellion der Métis eine führende Rolle und unterstützte zunächst seinen Cousin Louis Riel, sagte aber der Niederschlagung des Aufstands beim Prozess gegen ihn aus und trug so dazu bei, dass er zum Tode verurteilt wurde.

## Biografie
Nolin war in der Red-River-Kolonie ein relativ wohlhabender Landwirt und gehörte zu jenen Métis, welche die Übergabe von Ruperts Land an Kanada befürworteten. Zu Beginn der Red-River-Rebellion widersetzte er sich seinen Cousin Louis Riel und war einer der wenigen Männer, die John Stoughton Dennis’ Aufruf zum bewaffneten Widerstand Folge leisteten. Er änderte jedoch bald seine Meinung und ließ sich in den von Riel einberufenen Rat wählen, der Donald Smiths Verhandlungsangebot beraten sollte. Dem Rat gehörte er jedoch wegen Meinungsverschiedenheit nur kurze Zeit an. Bischof Alexandre-Antonin Taché musste im Streit zwischen Riel und Nolin vermittelnd eingreifen.
Bei den ersten Wahlen zur Legislativversammlung von Manitoba im Dezember 1870 blieb Nolin ohne Erfolg. Im Oktober 1871 beteiligte er sich an der Zurückschlagung eines von William Bernard O’Donoghue angeführten Überfalls der Fenian Brotherhood. Bei den Wahlen im Dezember 1874 wurde Nolin im Wahlkreis Sainte-Anne gewählt, anschließend war er ein Jahr lang Landwirtschaftsminister. 1879 verlor er sein Mandat wegen verschiedener Korruptionsfälle und zog daraufhin in das Gebiet der heutigen Provinz Saskatchewan fort.
1884 beschwerten sich immer mehr Menschen im südlichen Teil der Nordwest-Territorien über Missstände. Zusammen mit anderen bereitete Nolin eine Petition an die Bundesregierung vor und trat dafür ein, dass Louis Riel ihre Anliegen vertreten solle. Nolin gehörte der von Riel ausgerufenen provisorischen Regierung von Saskatchewan an und erhielt im März 1885 den Auftrag, Leif Newry Fitzroy Crozier ein Ultimatum zu überbringen. Nolin flüchtete während der Schlacht von Duck Lake, wurde aber kurz darauf verhaftet. Als Gegenleistung für seine Freilassung sagte er zu, im Hochverratsprozess gegen Riel als Kronzeuge auszusagen. Seine Aussagen trugen maßgeblich dazu bei, dass Riel zum Tode verurteilt wurde.
Als Dank wurde Nolin von der konservativen Territorialregierung zum Friedensrichter ernannt und erhielt diverse Anerkennungen und Verträge zugesprochen. 1891 kandidierte er in Batoche um einen Sitz im Parlament des Territoriums, im darauf folgenden Jahr musste er sein Mandat erneut wegen Korruption abgeben.